# オルトカイン
オルソカインは、エステル型局所麻酔薬の一種である。1890年代に開発され、水への溶解度が低いため用途が限定されていたが、粉末を痛みのある傷口に振りかけて使用されてきた。